# Palant
El palant es un juego polaco de bate y pelota, parecido al béisbol estadounidense, que se juega utilizando un bate de madera maciza y pelotas de goma. Juegos similares son el Schlagball alemán, el lapta ruso y el oină rumano.

## En los Estados Unidos
En su libro God's Playground, Norman Davies sugiere que el béisbol puede haberse desarrollado a partir del Palant tal como lo jugaban los primeros inmigrantes polacos, como los artesanos polacos de Jamestown, que llegaron en octubre de 1608 en el barco de emigrantes Mary and Margaret, que trajo a los primeros colonos polacos a Jamestown, Virginia. Según Davies, se decía que esos artesanos polacos eran responsables de la primera huelga industrial del continente y, en el juego de Palant, de la invención del béisbol.
Sin embargo, muchos nativos americanos jugaban a un juego similar mucho antes de la llegada de los europeos a América, como lo registran fuentes Cheroquis.

## Reglas
Se juega entre dos equipos de 7 a 15 jugadores en un campo de 60 m de largo y 25 m de ancho. El bate, llamado como el mismo juego "Palant", es un palo de madera de 60 cm de largo que puede ser redondo o aplanado. El balón tiene un diámetro de 5 a 7 cm y está hecho de goma. El campo está dividido en dos zonas llamadas “cielo”, donde está el equipo bateador, y “infierno”, donde está el equipo defensor. El juego normalmente se juega en dos mitades de 20 minutos para un tiempo total de partido de 40 minutos.
El equipo bateador está intentando mantener el lado celestial el mayor tiempo posible. Un jugador que batea se sitúa en el borde del campo (la línea del cielo). Tienen que sacar su propia pelota y golpearla para que caiga en la otra mitad del campo (en el infierno). Un jugador de bateo, después de un hit exitoso, coloca su palo de bateo en la línea del cielo y comienza a correr, a través de todo el campo, hasta la línea del infierno, y luego de regreso a la línea del cielo. Pueden detenerse en la línea central y continuar su carrera después de que el siguiente jugador bateador golpee la pelota. Si la carrera tiene éxito, el jugador gana un punto. Si un jugador que batea no logra atrapar la pelota, espera hasta que el siguiente jugador que batea la golpee con éxito, y luego puede seguir corriendo.
El equipo defensor ocupa el lado del infierno y busca cambiar de lado lo más rápido posible. Lo hacen atrapando la pelota mientras todavía está en el aire o atrapando la pelota después de que cae al suelo y eliminando a los jugadores del cielo que corren golpeándolos con la pelota (cuando todos los jugadores del cielo son eliminados, los equipos cambian de lado). Un jugador que batea también puede ser eliminado si olvida colocar su palant en la línea del cielo (su zona) o si todavía está corriendo (no parado en la línea central o del infierno) cuando la pelota, lanzada por el equipo defensor, entra al lado del cielo.
Cada equipo tiene una "madre": una jugadora privilegiada con tres intentos de bateo.
Cuando el juego acaba, el equipo con más puntos gana.